# 滕德里夫斯凱
46°14′23″N 32°9′55″E / 46.23972°N 32.16528°E
滕德里夫斯凯（烏克蘭語：Тендрівське）是位於烏克蘭南部的村莊，由赫爾松州斯卡多夫斯克區的貝赫泰里市鎮負責管轄。該村面積0.32平方公里，海拔高度4米，2001年人口275，人口密度每平方公里859.4人。